# Donovan Džavoronok
Donovan Džavoronok (* 23. července 1997, Brno) je český volejbalista a reprezentant České republiky ve volejbale a plážovém volejbale na juniorské i seniorské úrovni. S volejbalem začal v Brně a věnoval se především plážovému volejbalu. V 17 letech začal hrát seniorskou českou volejbalovou extraligu za ČZU Praha. Sezónu 2015/2016 odehrál za VK Karlovarsko a stal se nejlépe bodujícím hráčem české extraligy.

## Největší úspěchy
- Juniorský mistr ČR ve volejbale (4x)
- Mistr ČR v plážovém volejbale (3x)
- Mistrovství Evropy v plážovém volejbale do 18 let – 5. místo
- nejlepší hráč české extraligy 2014/2015